# Olympia 1972 (album de Michel Delpech)
Pour les articles homonymes, voir Olympia 1972.
 (février 2016).
Si vous disposez d'ouvrages ou d'articles de référence ou si vous connaissez des sites web de qualité traitant du thème abordé ici, merci de compléter l'article en donnant les références utiles à sa vérifiabilité et en les liant à la section « Notes et références ».
Albums de Michel Delpech
En concert – Enregistrement public à l'Olympia 1985
(1986)
Olympia 1972 est le premier album live de Michel Delpech, sorti en 1972, édité chez Barclay.

## Liste des titres
| No  | Titre                            | Durée |
| --- | -------------------------------- | ----- |
| 1.  | Inventaire 71                    | 2.50  |
| 2.  | Le Blé en herbe                  | 3.49  |
| 3.  | L'Amour en wagon-lit             | 3.04  |
| 4.  | Il faut regarder les étoiles     | 4.05  |
| 5.  | Un Paris-Soir sur le visage      | 3.04  |
| 6.  | Quand un soldat revient          | 2.34  |
| 7.  | La Vie la vie                    | 2.46  |
| 8.  | Un coup de pied dans la montagne | 4.17  |
| 9.  | Moi j'aime le music-hall         | 5.05  |
| 10. | Chez Laurette                    | 4.10  |
| 11. | Même pendant la guerre on chante | 3.27  |
| 12. | Pour un flirt                    | 4.36  |

## Personnel
- Michel Delpech : chant